# Gozze

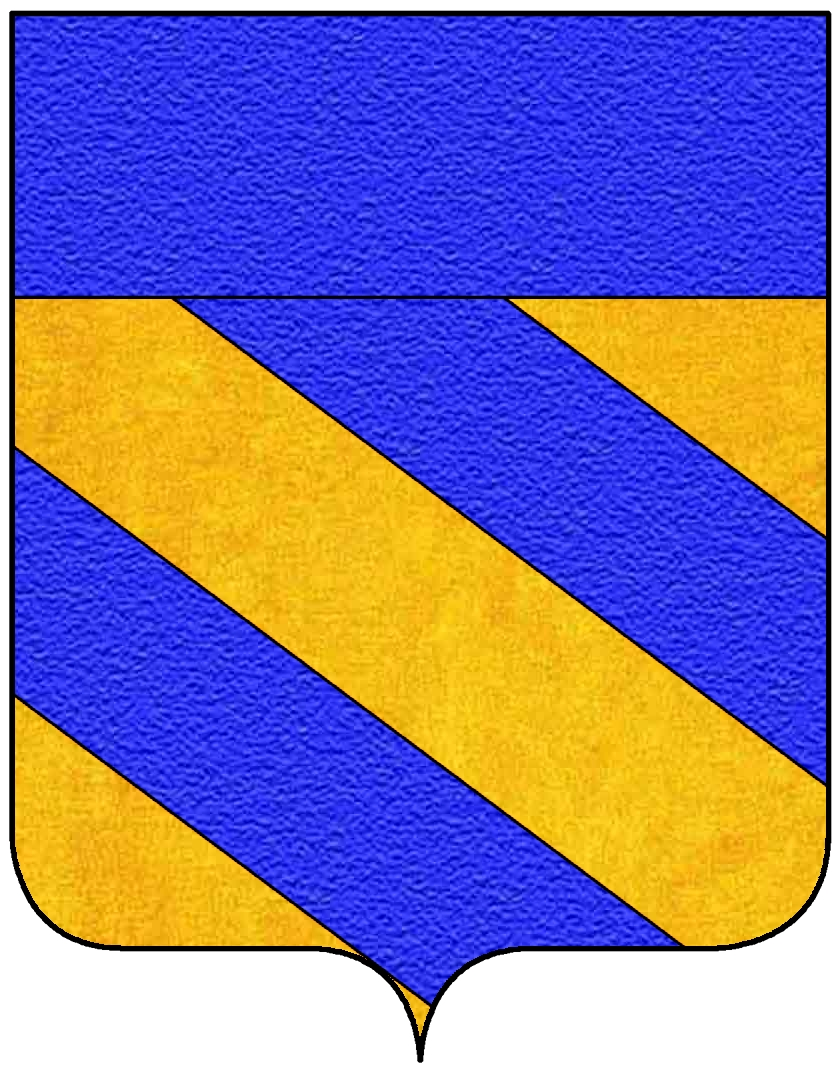
Uno degli stemmi più antichi dei Gozze

La famiglia Gozze (nelle fonti anche Gaçe, Goçe, Goze, de Goçiis o Goziis, in croato anche Gačić, Gučetić o Gočetić) fu una delle più importanti famiglie nobili della Repubblica di Ragusa.

## Storia
| |  |  |  |
| Diversi stemmi della famiglia. Il secondo è del ramo Gozze-Pecorario, l'ultimo è dei Gozze-Bassegli |  |  |  |

Secondo un'antichissima tradizione, i Gozze provennero a Ragusa dalla zona di Livno (nelle fonti antiche chiamata Caravlasca), in Bosnia nell'VIII secolo.

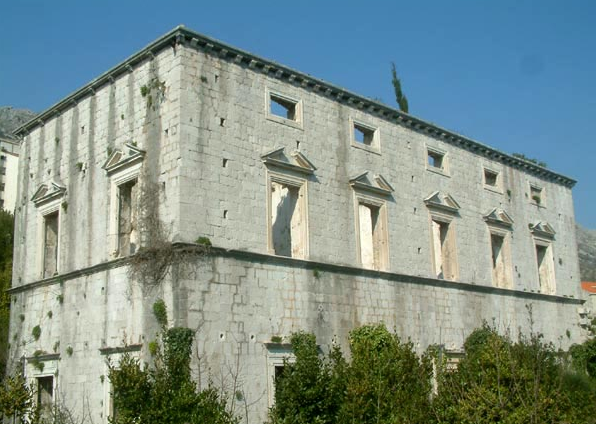
Il palazzo Gozze a Ragusa, oggi in rovina

Nel corso dei secoli, i Gozze si suddivisero in vari rami, fondendosi con le altre famiglie nobili di Ragusa. Uno dei rami più importanti della casata fu quello dei Pecorario (nelle fonti anche Pecurario, Pecoraro, Picurario, Picurer, in croato Pikurarević o Pikularević) inserendo nel proprio stemma un agnello pasquale coricato. I discendenti di questo ramo risultavano ancora residenti a Ragusa nel XIX secolo. Un altro ramo importante fu quello che sorse dall'unione con la famiglia Bassegli. Lo stemma nonché l'unione dei due nomi (nelle due varianti Gozze-Bassegli e Bassegli-Gozze) vennero confermati dalla Casa d'Austria nel 1837.
Il ramo principale fu inserito nel 1687 fra i nobili ungheresi dall'imperatore Leopoldo I, col titolo e predicato di Conti di Trebinje e Popovo. Caduta la Repubblica, nel 1818 l'imperatore Francesco I riconobbe a sua volta la nobiltà della casata, inserendo i Gozze anche fra i nobili d'Austria.
Lungo tutta la storia della Repubblica di Ragusa, i Gozze furono la casata più ricca ed influente, ricoprendo nei secoli XIV e XV il 9,11% del totale delle più importanti cariche pubbliche.
Fra il 1440 e il 1640 i Gozze contarono 267 membri del Maggior Consiglio, pari al 12,13% sul totale. In questi duecento anni, ottennero anche 425 cariche senatoriali (13,00%), 316 volte la carica di Rettore della Repubblica (13,27%), 175 rappresentanti nel Minor Consiglio (8,08%) e 94 volte la carica di Guardiano della Giustizia (11,45%).
L'Almanacco di Gotha li enumera fra le undici famiglie del più antico Patriziato Sovrano Originario della Repubblica ancora residenti in città alla metà del XIX secolo.
Fra le residenze della famiglia, degna di particolare menzione è la villa di Cannosa (in croato Trsteno), costruita come residenza estiva e impreziosita da un celebre arboreto fondato al termine del XV secolo: uno dei più antichi al mondo tuttora esistenti. Oggi l'intera zona - di oltre 250.000 metri quadrati - è considerata fra le più importanti aree protette della Croazia.
Alcuni rami della famiglia Gozze risultano tuttora residenti a Ragusa: il loro cognome attuale è Gozze o Gozze-Gučetić; mentre il cognome attuale del ramo trasferito in Italia da inizio XX° secolo è Gozze Klusik, tuttora residente a Milano. Altri rami minori si spostarono in passato in Italia. Fra i presunti membri italiani, sono da ricordare i veneziani Carlo e Gasparo Gozzi, i cui antenati - secondo una tradizione peraltro non confermata dalle fonti - sarebbero appartenuti all'antica e potente casata ragusea.

## Personalità notabili (in ordine cronologico)
- Stefano Gozze (XVI secolo) - Poeta e scrittore, prevalentemente nella lingua slava di Ragusa.
- Giovanni Gozze (XVI secolo) - Fu uno dei primi oratori e poeti ragusei. Angelo Poliziano lo paragonò agli antichi classici, ma purtroppo i suoi scritti sono andati persi.
- Pietro Gozze (? - 1564) - Domenicano, fu teologo di discreta fama ai suoi tempi, nonché professore all'Università di Lovanio.
- Savino Gozze (? - 1603) - Fu scrittore e poeta, traducendo nella lingua slava di Ragusa l'Ariadne di Vincenzo Giusti e la Dalila di Ludovico Grotto.
- Nicolò Vito di Gozze (1549 - 1610) - Uno dei più importanti pensatori ragusei di ogni tempo, ha lasciato opere di filosofia, economia, scienza e politica.
- Ambrogio Gozze (1609 - 1632) - Domenicano, nel 1609 fu creato da Paolo V vescovo di Trebinje, ed in seguito vescovo di Stagno. Lasciò una serie di scritti editi ed inediti.
- Giovanni Gozze (? - 1667) - Scrittore e poeta, lasciò un dramma in italiano intitolato Io (1652), che tradusse in seguito nella lingua slava di Ragusa. Morì nel disastroso terremoto che distrusse la città.